# Bactromyia adicalis
Bactromyia adicalis là một loài ruồi trong họ Tachinidae.